# North Port
North Port – miasto w Stanach Zjednoczonych, w stanie Floryda, w hrabstwie Sarasota.